# Liga de Honor Damas
La Liga de Honor Damas (L.H.D.), es un torneo argentino de Handball femenino organizado y regulado por la Federación Metropolitana de Balonmano (FeMeBal). Otorga a los mejores de dicha competencia desde 2005 el pasaje al Super 4.
La primera temporada disputada se realizó en 1975 y tuvo como campeón al Centro Educación Física Número 1.
Cabe destacar que el club más ganador del torneo es el Club SEDALO de Lanús Oeste con 11 conquistas.

## Campeones
Han sido 11 los campeones a lo largo de la historia, por lo que es requerido resaltar que el club INEF M. Belgrano, 4 títulos, actualmente se conoce como UNLu.
| Año           | Campeón                          |
| ------------- | -------------------------------- |
| 1975          | Centro Educación Física Número 1 |
| 1976          | Centro Educación Física Número 1 |
| 1977          | S.A.G. Polvorines                |
| 1978          | INEF Romero Brest                |
| 1979          | INEF Romero Brest                |
| 1980          | INEF Romero Brest                |
| 1981          | INEF Romero Brest                |
| 1982          | INEF Romero Brest                |
| 1983          | AFALP                            |
| 1984          | River Plate de Belgrano          |
| 1985          | River Plate de Belgrano          |
| 1986          | River Plate de Belgrano          |
| 1987          | Ferro Carril Oeste               |
| 1988          | Ferro Carril Oeste               |
| 1989          | River Plate de Belgrano          |
| 1990          | River Plate de Belgrano          |
| 1991          | River Plate de Belgrano          |
| 1992          | Ferro Carril Oeste               |
| 1993          | Ferro Carril Oeste               |
| 1994          | Inef M.Belgrano                  |
| 1995          | Inef M.Belgrano                  |
| 1996          | Inef M.Belgrano                  |
| 1997          | Inef M.Belgrano                  |
| 1998          | Nuestra Señora de Luján          |
| 1999          | Nuestra Señora de Luján          |
| 2000          | Nuestra Señora de Luján          |
| 2001          | Nuestra Señora de Luján          |
| Apertura 2002 | Estudiantes de La Plata          |
| Clausura 2002 | Ferro Carril Oeste               |

| Año           | Campeón                 | Subcampeón              | Tercer puesto           |
| ------------- | ----------------------- | ----------------------- | ----------------------- |
| 2003          | SEDALO                  | Estudiantes de La Plata | S.A.G. Villa Ballester  |
| 2004          | SEDALO                  | Nuestra Señora de Luján | CI.DE.CO                |
| Apertura 2005 | SEDALO                  | CI.DE.CO                | Estudiantes de La Plata |
| Clausura 2005 | Estudiantes de La Plata | CI.DE.CO                | SEDALO                  |
| Apertura 2006 | SEDALO                  | CI.DE.CO                | Ferro Carril Oeste      |
| Clausura 2006 | CI.DE.CO                | SEDALO                  | Ferro Carril Oeste      |
| Apertura 2007 | CI.DE.CO                | Estudiantes de La Plata | SEDALO                  |
| Clausura 2007 | CI.DE.CO                | Estudiantes de La Plata | SEDALO                  |
| Apertura 2008 | SEDALO                  | CI.DE.CO                | Nuestra Señora de Luján |
| Clausura 2008 | SEDALO                  | Nuestra Señora de Luján | CI.DE.CO                |
| Apertura 2009 | SEDALO                  | Nuestra Señora de Luján | Estudiantes de La Plata |
| Clausura 2009 | Nuestra Señora de Luján | Estudiantes de La Plata | SEDALO                  |
| Apertura 2010 | CI.DE.CO                | Nuestra Señora de Luján | Estudiantes de La Plata |
| Clausura 2010 | Nuestra Señora de Luján | CI.DE.CO                | Estudiantes de La Plata |
| Apertura 2011 | SEDALO                  | CI.DE.CO                | Estudiantes de La Plata |
| Clausura 2011 | SEDALO                  | Nuestra Señora de Luján | CI.DE.CO                |
| Apertura 2012 | SEDALO                  | Estudiantes de La Plata | Nuestra Señora de Luján |
| Clausura 2012 | SEDALO                  | Estudiantes de La Plata | CI.DE.CO                |
| Apertura 2013 | Ferro Carril Oeste      | CI.DE.CO                | Estudiantes de La Plata |
| Clausura 2013 | CI.DE.CO                | Ferro Carril Oeste      | Nuestra Señora de Luján |
| Apertura 2014 | Ferro Carril Oeste      | Nuestra Señora de Luján | Estudiantes de La Plata |
| Clausura 2014 | CI.DE.CO                | Nuestra Señora de Luján | Ferro Carril Oeste      |
| Apertura 2015 | Ferro Carril Oeste      | CI.DE.CO                | Muni. Vicente López     |
| Clausura 2015 | Ferro Carril Oeste      | Nuestra Señora de Luján | Muni. Vicente López     |
| Apertura 2016 | Ferro Carril Oeste      | Muni. Vicente López     | Nuestra Señora de Luján |
| Clausura 2016 | CI.DE.CO                | Muni. Vicente López     | Ferro Carril Oeste      |
| Apertura 2017 | CI.DE.CO                | Ferro Carril Oeste      | Dorrego                 |
| Clausura 2017 | CI.DE.CO                | Dorrego                 | Ferro Carril Oeste      |

## Títulos por equipo
| Equipo                           | 1° Puesto | 2° Puesto | 3° Puesto |
| -------------------------------- | --------- | --------- | --------- |
| SEDALO                           | 11        | 1         | 4         |
| Ferro Carril Oeste               | 10        | 2         | 5         |
| CI.DE.CO                         | 9         | 8         | 4         |
| River Plate de Belgrano          | 6         | 0         | 0         |
| Nuestra Señora de Luján          | 5         | 8         | 4         |
| INEF Romero Brest                | 5         | 0         | 0         |
| Inef M.Belgrano                  | 4         | 0         | 0         |
| Estudiantes de La Plata          | 3         | 6         | 7         |
| Centro Educación Física Número 1 | 2         | 0         | 0         |
| AFALP                            | 1         | 0         | 0         |
| S.A.G. Polvorines                | 1         | 0         | 0         |
| Vi.Lo                            | 0         | 2         | 2         |
| Dorrego                          | 1         | 1         | 1         |
| S.A.G. Villa Ballester           | 0         | 0         | 1         |

## Tabla de posiciones 2017

### Clausura 2017
| Club                    | Pts | PJ | G  | E | P  | GF  | GC  | DG   |
| ----------------------- | --- | -- | -- | - | -- | --- | --- | ---- |
| CI.DE.CO                | 38  | 13 | 12 | 1 | 0  | 327 | 276 | 51   |
| Dorrego                 | 34  | 13 | 9  | 3 | 1  | 327 | 287 | 40   |
| Ferro Carril Oeste      | 32  | 13 | 9  | 1 | 3  | 347 | 295 | 52   |
| C.A. Lanús              | 31  | 13 | 9  | 0 | 4  | 328 | 280 | 48   |
| Ferro Mitre             | 28  | 13 | 7  | 1 | 5  | 325 | 318 | 7    |
| Nuestra Señora de Luján | 27  | 13 | 6  | 2 | 5  | 318 | 285 | 33   |
| Vi.Lo                   | 27  | 13 | 7  | 0 | 6  | 346 | 320 | 26   |
| Argentinos Juniors      | 24  | 13 | 4  | 3 | 6  | 332 | 326 | 6    |
| Estudiantes de La Plata | 23  | 13 | 4  | 2 | 7  | 302 | 318 | -16  |
| CID Moreno              | 22  | 13 | 4  | 1 | 8  | 323 | 371 | -48  |
| SEDALO                  | 21  | 13 | 4  | 0 | 9  | 309 | 311 | -2   |
| M. Acosta               | 21  | 13 | 3  | 2 | 8  | 293 | 302 | -9   |
| Vélez Sarfield          | 21  | 13 | 4  | 0 | 9  | 302 | 345 | -43  |
| UNLu                    | 15  | 13 | 1  | 0 | 12 | 204 | 349 | -145 |

Fuente: FeMeBal Archivado el 22 de enero de 2018 en Wayback Machine.
Posiciones generales 2017
| Club                    | Pts | PJ | G  | E | P  |   |   | GF  | GC  | DG   |
| ----------------------- | --- | -- | -- | - | -- | - | - | --- | --- | ---- |
| CI.DE.CO                | 74  | 26 | 23 | 2 | 1  | 0 | 0 | 656 | 550 | 106  |
| Dorrego                 | 65  | 26 | 17 | 5 | 4  | 0 | 0 | 674 | 608 | 66   |
| Ferro Carril Oeste      | 64  | 26 | 18 | 2 | 6  | 0 | 0 | 690 | 589 | 101  |
| Vi.Lo                   | 56  | 26 | 14 | 2 | 10 | 0 | 0 | 690 | 616 | 74   |
| Nuestra Señora de Luján | 55  | 26 | 13 | 3 | 10 | 0 | 0 | 647 | 584 | 63   |
| C.A. Lanús              | 55  | 26 | 12 | 5 | 9  | 0 | 0 | 627 | 573 | 54   |
| Ferro Mitre             | 50  | 26 | 11 | 2 | 13 | 0 | 0 | 644 | 661 | -17  |
| Argentinos Juniors      | 49  | 26 | 9  | 5 | 12 | 0 | 0 | 643 | 650 | -7   |
| Estudiantes de La Plata | 49  | 26 | 10 | 3 | 13 | 0 | 0 | 586 | 607 | -21  |
| Vélez Sarfield          | 48  | 26 | 11 | 0 | 15 | 0 | 0 | 614 | 652 | -38  |
| M. Acosta               | 47  | 26 | 9  | 3 | 14 | 0 | 0 | 591 | 612 | -21  |
| CID Moreno              | 47  | 26 | 10 | 1 | 15 | 0 | 0 | 636 | 690 | -54  |
| SEDALO                  | 39  | 26 | 6  | 1 | 19 | 0 | 0 | 598 | 640 | -42  |
| UNLu                    | 30  | 26 | 2  | 0 | 24 | 0 | 0 | 428 | 692 | -264 |

Fuente: FeMeBal Archivado el 23 de enero de 2018 en Wayback Machine.
| Ascensos                          |
| --------------------------------- |
| River Plate de Belgrano           |
| Muñiz                             |
| A.A.C.F. Quilmes* Reclasificación |

### *Reclasificación
```
     
CID Moreno
       25    (27)         
VS
[
21
]
          27   (23)            
A.A.C.F. Quilmes
```

Tabla general de la Primera División FeMeBAL
| Club                        | Pts | PJ | G  | E | P  | GF  | GC  | DG  |
| --------------------------- | --- | -- | -- | - | -- | --- | --- | --- |
| River Plate de Belgrano     | 77  | 26 | 25 | 1 | 0  | 765 | 568 | 197 |
| Muñiz                       | 68  | 26 | 21 | 0 | 5  | 564 | 444 | 120 |
| A.A.C.F. Quilmes            | 65  | 26 | 19 | 1 | 6  | 665 | 571 | 94  |
| Club Villa Modelo           | 58  | 26 | 16 | 0 | 10 | 626 | 600 | 26  |
| Ferro Carril Oeste "B"      | 52  | 26 | 12 | 2 | 12 | 562 | 545 | 17  |
| S.A.G. Villa Ballester      | 50  | 26 | 11 | 2 | 13 | 521 | 536 | -15 |
| C.A. Bandfield              | 50  | 26 | 10 | 4 | 12 | 545 | 588 | -43 |
| Estudiantes de La Plata "B" | 48  | 26 | 10 | 2 | 14 | 515 | 557 | -42 |
| SEDALO "B"                  | 45  | 26 | 9  | 1 | 16 | 551 | 583 | -32 |
| Estrella de Boedo           | 45  | 26 | 9  | 1 | 16 | 570 | 604 | -34 |
| C.A. Huracán                | 45  | 26 | 8  | 3 | 15 | 534 | 605 | -71 |
| Muni. San Miguel            | 44  | 26 | 8  | 2 | 16 | 508 | 562 | -54 |
| U.B.A                       | 44  | 26 | 8  | 2 | 16 | 520 | 588 | -68 |
| Vi.Lo "B"                   | 37  | 26 | 4  | 3 | 19 | 492 | 587 | -95 |

Fuente: FeMeBal Archivado el 27 de enero de 2018 en Wayback Machine.

## Formato
- Anualmente cada equipo disputa en total 26 partidos de liga, divididos en dos tramos (Torneo Apertura y Clausura), con dos campeones posibles en dichos campeonatos.
- Si un equipo iguala en puntos con otro en la tabla (Apertura, Clausura, General -sumatoria de los dos anteriores-) se priorizará a aquel con mejor diferencia de gol, también se considerará el sistema olímpico y los goles a favor, si la igualdad persiste se procede a un sorteo.
- Los equipos campeones de los torneos apertura y clausura clasificarán al Nacional de Clubes del siguiente año, si existe un solo campeón en el año se clasificaron los dos campeones de los torneos anteriores.
- Los clubes mejor posicionados disputarán el Super 4. El campeón clasificará de manera directa mientras que del segundo al séptimo puesto deberán jugar "Play-offs", es decir el segundo con el séptimo, el tercero contra el sexto y el cuarto enfrentará al quinto mejor posicionado.

- Para determinar el descenso de un equipo se debe considerar las posiciones generales, es decir la sumatoria de puntos tanto del apertura como del clausura de ese mismo año.
- Descienden directo los dos últimos de la general y son reemplazados por los dos primeros de la categoría inferior.
- El ante penúltimo de la L.H.D. deberá disputar una serie de dos partidos "reclasificatorios" contra el tercer equipo mejor posicionado de la categoría inferior, en caso de que el club de la Liga de Honor gane, seguirá en dicha división la próxima temporada, si pierde será relegado a la segunda categoría en importancia y ascenderá el equipo que lo derrotó.
- La segunda categoría se denomina "Primera división de la FeMeBal".

## Reglamento de fichajes
Según el artículo 117 de FeMeBal para que un jugador pueda disputar compentencias de la Federación deberá estar previamente inscripto a esta, así también requiere el carnet respectivo expedido por el Comité Ejecutivo, con aprobación anual (Art. 120).
Los menores de edad (hasta 18 años) deberán poseer la aprobación de sus progenitores (Art. 118).

## Clubes de la Federación
Actualizado el 18 de enero de 2018
| Club                                           | L.H.D. | Localidad                | Provincia                 |
| ---------------------------------------------- | ------ | ------------------------ | ------------------------- |
| Asociación Alemana de Quilmes                  |        | Quilmes                  | Provincia de Buenos Aires |
| All Boys                                       |        | Monte Castro             | Ciudad de Buenos Aires    |
| Ateneo Don Bosco                               |        | Bernal                   | Provincia de Buenos Aires |
| Afalp                                          |        | Ciudad Jardín El Palomar | Provincia de Buenos Aires |
| Argentinos Juniors A. A.                       |        | La Paternal              | Ciudad de Buenos Aires    |
| Asociación Escolar Goethe                      |        | Boulogne                 | Provincia de Buenos Aires |
| Atlanta                                        |        | Villa Crespo             | Ciudad de Buenos Aires    |
| Aux. Merlo                                     |        | Ituzaingó                | Provincia de Buenos Aires |
| Banfield C.A.                                  |        | Banfield                 | Provincia de Buenos Aires |
| Bartolomé Mitre (Ferro Carril)                 |        | San Martín               | Provincia de Buenos Aires |
| Bomberos La Matanza                            |        | Ramos Mejía              | Provincia de Buenos Aires |
| Campana Boat                                   |        | Campana                  | Provincia de Buenos Aires |
| Cedem Caseros                                  |        | Caseros                  | Provincia de Buenos Aires |
| Centro Asturiano                               |        | Vicente López            | Provincia de Buenos Aires |
| Chacarita Juniors C.A.                         |        | San Martín               | Provincia de Buenos Aires |
| Cid. Moreno                                    |        | Moreno                   | Provincia de Buenos Aires |
| CI.DE.CO.                                      |        | Lanús                    | Provincia de Buenos Aires |
| Círculo Devoto                                 |        | C.A.B.A                  | Ciudad de Buenos Aires    |
| Colegio Guadalupe                              |        | C.A.B.A                  | Ciudad de Buenos Aires    |
| Colegio del Parque                             |        | Ramos Mejía              | Provincia de Buenos Aires |
| Comunicaciones                                 |        | Agronomía                | Ciudad de Buenos Aires    |
| Colegio Ward                                   |        | Villa Sarmiento          | Provincia de Buenos Aires |
| Defensa y Justicia C. A.                       |        | Florencio Varela         | Provincia de Buenos Aires |
| Defensores de Glew                             |        | Almirante Brown          | Provincia de Buenos Aires |
| Defensores de Moreno                           |        | Moreno                   | Provincia de Buenos Aires |
| Deportivo Laferrere                            |        | Gregorio de Laferrere    | Provincia de Buenos Aires |
| Club Cultural Guernica                         |        | Guernica                 | Provincia de Buenos Aires |
| El Portugués                                   |        | Isidro Casanova          | Provincia de Buenos Aires |
| E. M. Dorrego                                  |        | Dorrego                  | Provincia de Buenos Aires |
| Escuela Mariano Moreno                         |        | Don Bosco-Quilmes        | Provincia de Buenos Aires |
| Escuela Nro. 2 de Haedo                        |        | Haedo                    | Provincia de Buenos Aires |
| Estrella de Boedo                              |        | Boedo                    | Ciudad de Buenos Aires    |
| Estudiantes (LP) H.C.                          |        | La Plata                 | Provincia de Buenos Aires |
| Ferro Carril Oeste                             |        | Caballito                | Ciudad de Buenos Aires    |
| General Lamadrid                               |        | General La Madrid        | Ciudad de Buenos Aires    |
| Handball La Patriada                           |        | Florencio Varela         | Provincia de Buenos Aires |
| Huracán C.A.                                   |        | Parque Patricios         | Ciudad de Buenos Aires    |
| Instituto Dickens                              |        | C.A.B.A                  | Ciudad de Buenos Aires    |
| Indep. Munic. de Lomas                         |        | Lomas de Zamora          | Provincia de Buenos Aires |
| Instituto José Hernández                       |        | Villa Ballester          | Provincia de Buenos Aires |
| Instituto Grilli                               |        | Monte Grande             | Provincia de Buenos Aires |
| Instituto J.L. Larre                           |        | González Catán           | Provincia de Buenos Aires |
| Junta Vecinal J.C. Varela                      |        | Avellaneda-Dock Sud      | Provincia de Buenos Aires |
| Club Deportivo y Social Juventud Unida         |        | San Miguel               | Provincia de Buenos Aires |
| Lanús                                          |        | Lanús                    | Provincia de Buenos Aires |
| Lugano Tennis                                  |        | Villa Lugano             | Ciudad de Buenos Aires    |
| Mariano Moreno Wilde                           |        | Wilde                    | Provincia de Buenos Aires |
| Municipalidad de Almirante Brown               |        | Burzaco                  | Provincia de Buenos Aires |
| Municipalidad de Escobar                       |        | Belén de Escobar         | Provincia de Buenos Aires |
| Municipalidad de Hurlingham                    |        | Hurlingham               | Provincia de Buenos Aires |
| Municipalidad de San Miguel                    |        | San Miguel               | Provincia de Buenos Aires |
| Municipalidad de Pilar                         |        | Pilar                    | Provincia de Buenos Aires |
| Municipalidad de Quilmes                       |        | Quilmes                  | Provincia de Buenos Aires |
| Municipalidad de Vicente López                 |        | Vicente López            | Provincia de Buenos Aires |
| Club Social y Deportivo Muñiz                  |        | San Miguel               | Provincia de Buenos Aires |
| Náutico Arsenal Zárate                         |        | Zárate                   | Provincia de Buenos Aires |
| Nuestra Señora del Luján                       |        | San Martín               | Provincia de Buenos Aires |
| Paso del Rey Social Club                       |        | Paso del Rey             | Provincia de Buenos Aires |
| Platense C.A.                                  |        | Vicente López            | Provincia de Buenos Aires |
| Racing Club                                    |        | Avellaneda               | Provincia de Buenos Aires |
| River Plate C.A.                               |        | Belgrano                 | Ciudad de Buenos Aires    |
| Rosario Peñaloza                               |        | Florencio Varela         | Provincia de Buenos Aires |
| San Lorenzo de Almagro C.A.                    |        | Flores                   | Ciudad de Buenos Aires    |
| San Telmo                                      |        | Isla Maciel              | Provincia de Buenos Aires |
| Sagrado Corazón                                |        | Florencio Varela         | Provincia de Buenos Aires |
| S.A.G. Lomas de Zamora                         |        | Lomas de Zamora          | Provincia de Buenos Aires |
| Sociedad Alemana de Gimnasia de Los Polvorines |        | Los Polvorines           | Provincia de Buenos Aires |
| SAG Ballester                                  |        | Villa Ballester          | Provincia de Buenos Aires |
| S.E.C.L.A.                                     |        | Lanús Oeste              | Provincia de Buenos Aires |
| SEDALO                                         |        | Lanús Oeste              | Provincia de Buenos Aires |
| Sociedad de Fomento Don Bosco                  |        | Ramos Mejía              | Provincia de Buenos Aires |
| Sociedad de Fomento Villa Rita                 |        | Lomas de Zamora          | Provincia de Buenos Aires |
| Social y Deportivo Catan                       |        | Luján Pilar Mercedes     | Provincia de Buenos Aires |
| Temperley                                      |        | Temperley                | Provincia de Buenos Aires |
| UAI Urquiza                                    |        | Ituzaingó                | Provincia de Buenos Aires |
| Universidad de Buenos Aires                    |        | Ciudad Universitaria     | Ciudad de Buenos Aires    |
| UNLu                                           |        | Luján                    | Provincia de Buenos Aires |
| Vélez Sarsfield C.A.                           |        | Liniers                  | Ciudad de Buenos Aires    |
| Villa Calzada                                  |        | Rafael Calzada           | Provincia de Buenos Aires |
| Villa Modelo                                   |        | Avellaneda-Gerli         | Provincia de Buenos Aires |
| Yupanqui                                       |        | Villa Lugano             | Ciudad de Buenos Aires    |